# Hidden Champion
Als Hidden Champions (englisch für heimliche Gewinner oder unbekannte Weltmarktführer)  werden relativ unbekannte größere Unternehmen (mit mehr als 50 Millionen Euro Umsatz oder mehr als 500 Mitarbeitern) bezeichnet, die in ihrer Branche Marktführer sind. In kleineren Geschäftsbereichen können auch Unternehmen mit weniger Mitarbeitern und Umsatz als solche bezeichnet werden. Der Begriff „Hidden Champions“ wurde als Forschungskonstrukt erstmals 1990 in einer Studie von Hermann Simon, die in der Zeitschrift für Betriebswirtschaft publiziert wurde, in die betriebswirtschaftliche Diskussion eingeführt.
Die Kriterien zur Klassifizierung eines Unternehmens als Hidden Champion definierte Simon wie folgt:
- Sie sind in ihrer Branche die Nummer 1, 2 oder 3 auf dem Weltmarkt, oder
- Nummer 1 auf ihrem Heimatkontinent.
- Der Jahresumsatz liegt in der Regel unter 3 Milliarden Euro.
- In der Öffentlichkeit sind sie kaum bekannt, da sie meist inhabergeführt, nicht börsennotiert sind und oft einen Nischenmarkt bedienen.

## Begriffsursprung und Geschichte

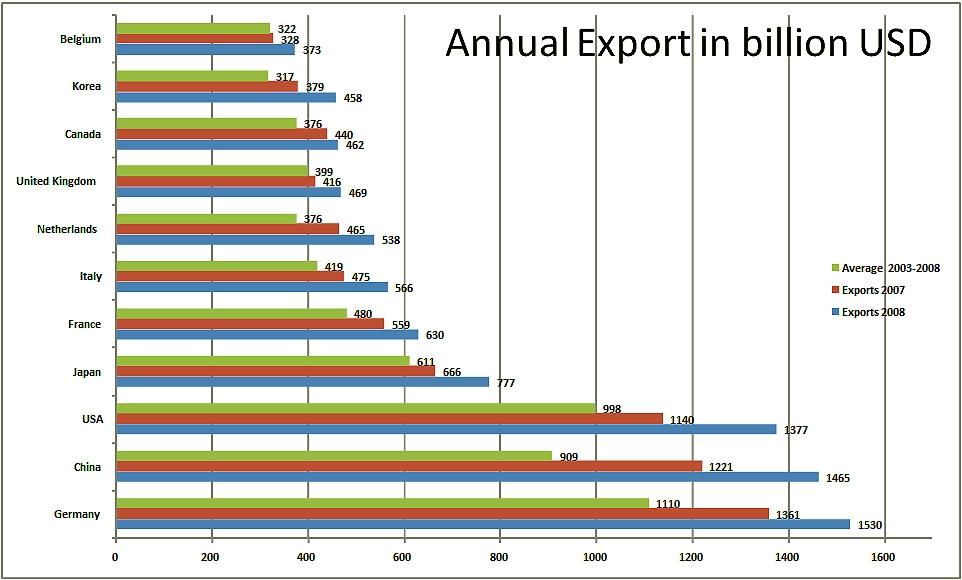
Exportzahlen wichtiger Exportnationen 2003–2008, in Mrd. USD

Die erste Monografie zur Kategorie „Hidden Champions“ ist Hermann Simons Publikation Die heimlichen Gewinner: die Erfolgsstrategien unbekannter Weltmarktführer. Simon will die Ursache des deutschen Exporterfolgs erklären. Dieser Erfolg sei primär nicht durch deutsche Großunternehmen zu erklären, da diese sich nur gering von ihren internationalen Wettbewerbern unterscheiden. Simon vermutete deshalb, dass der Exporterfolg auf eine größere Anzahl von größeren mittelständischen Unternehmen zurückzuführen sei. Im Gegensatz zu den großen, börsennotierten Unternehmen waren diese in der Öffentlichkeit weitgehend unbekannt.
Simon fand diese unbekannten Weltmarktführer in Deutschland in großer Zahl und untersuchte sie genauer anhand einer Stichprobe von 500 Firmen. Mit Hilfe eines aus der Stichprobe abgeleiteten Klassifikationsschemas stellte er dann fest, dass vergleichbare Unternehmen überall in der Welt existieren, in Deutschland jedoch besonders häufig. In einer Nachfolgestudie von 2007 entwickelte er dann auf der Basis eines größeren Samples von 1316 Firmen seine Thesen über die Erfolgsmerkmale der „Hidden Champions“ weiter. Während die Studie von 1996 noch stärker auf betriebswirtschaftliche „hard facts“ fokussierte, waren in der Studie von 2007 auch die Bereiche Mitarbeiterführung, Mitarbeiter und Organisation deutlich stärker ausgearbeitet.
Auch in manchen kleineren Industrieländern ist die Zahl der „heimlichen Marktführer“ überraschend hoch. Für Österreich fand 2007 Georg Jungwirth (FH Campus 02) fast 300 Firmen, von denen nur 58 bekannte Großunternehmen sind. Unter den Hidden Champions kommen je 25 % aus dem Maschinenbau und der Elektronik/EDV und 20 % aus der Metallbranche.

## Hintergründe und Merkmale von Hidden Champions
Die unbekannten Weltmarktführer werden als kleine und mittelständische Unternehmen mit oft unauffälligen Produkten beschrieben, mit denen sie jedoch auf dem Weltmarkt eine führende Rolle spielen. Überwiegend, aber nicht nur als Familienunternehmen geführt, erbringen sie einen wichtigen Beitrag zur Leistungsbilanz ihres Landes, haben einen hohen Exportanteil und erweisen sich als überdurchschnittlich überlebensfähig. Auch Tochtergesellschaften oder relativ eigenständig operierende Einheiten von Konzernen wie beispielsweise Siemens Audiologische Technik können Hidden Champions sein.
Marktführerschaft wird als komplexer beschrieben, als es das Zählen von Marktanteilen nahelegt. Auch die „psychologische Marktführung“, also ein innerer Anspruch von Führungskräften und Mitarbeitern, die Nummer eins zu sein oder zu werden, sei wesentlich. Hidden Champions leben in engen Marktnischen – oder sie schaffen sie sich. Für diese entwickeln sie einzigartige Produkte, die sie in großer Fertigungstiefe selbst erstellen. Dabei akzeptieren sie das Risiko, „alle Eier in einen Korb zu legen“.
Die enge Spezialisierung führt oft erst bei globaler Vermarktung zu tragfähigen Stückzahlen und ist somit Motor der internationalen Aufstellung. Hidden Champions kümmern sich deswegen schon in frühen Entwicklungsstadien um die Globalisierung ihres Geschäftes. Die Hidden Champions operieren extrem kundennah, wobei die Anforderungen der Kunden, insbesondere der Top-Kunden, auch wesentliche Innovationstreiber sind. Umgekehrt können die Produkte der heimlichen Marktführer beim Kunden meist auch nicht leicht ersetzt werden. Die Spezialisierung schafft also eine starke wechselseitige Abhängigkeit, die das Risiko des oft auf ein Produkt konzentrierten Geschäftsmodells relativiert.

### Spezialisierung und Innovation
Viele Hidden Champions haben ihr Hauptprodukt als Innovation selbst eingeführt und mitunter ihre Stellung als Einziger im Markt behauptet oder in eine lange andauernde Überlegenheit verwandelt – sie zeichnen sich dadurch aus, dass sie einen technischen Vorsprung gegenüber dem Wettbewerbsfeld innehaben. Ihre Märkte sind größtenteils oligopolistisch geprägt mit intensivem Wettbewerb.
Die Wettbewerbsvorteile der Hidden Champions beruhen daher selten auf Kostenvorteilen, sondern zumeist auf firmeninterner Forschung und Innovation, Produktqualität, Wirtschaftlichkeit („Total Cost of Ownership“), Liefertreue, Beratung und Kundennähe sowie neuerdings Systemintegration. Ihre gewöhnlich hohe Fertigungstiefe mit teilweise selbst entwickelten Maschinen und Werkzeugen erschwert das Imitieren der Leistung durch andere. Umgekehrt werden betriebswirtschaftliche Leistungen wie beispielsweise Steuer- oder Finanzberatung oft nach außen vergeben.
Trotz der relativen Unbekanntheit der Hidden Champions haben diese in jüngerer Zeit verstärkt begonnen, ihre Marke aufzubauen und zu kommunizieren. Die Marke bündelt auch bei den Hidden Champions die differenzierenden Wettbewerbsvorteile des Unternehmens, übernimmt damit eine vertriebsunterstützende Funktion und trägt gleichzeitig zum zukünftigen Unternehmenserfolg bei.
Für den Erhalt der Führerschaft wichtig ist offenbar auch, auf Kooperationen weitgehend zu verzichten und auch den Vertrieb im Ausland selbst zu organisieren. So wird das Kern-Know-how geschützt und hoch qualifizierte Mitarbeiter werden durch die Herausforderungen an Bord gehalten.

### Unternehmenskultur
Die Unternehmenskultur ist im Strategischen patriarchalisch, im Operativen teamorientiert, an Leistung ausgerichtet und intolerant gegenüber „Drückebergern“. Die Akzeptanz einer solchen Kultur ist Grundlage für die Motivation und die Identifikation der Mitarbeiter mit dem Unternehmen (Corporate Identity). Deswegen ist bei jungen Mitarbeitern unter zwei Jahren Unternehmenszugehörigkeit die Fluktuation meist hoch, danach nur noch minimal.
Die Führungskräfte zeichnen sich durch hohe Identifikation mit dem Unternehmen aus und sind auf das Produkt fokussiert. Daneben sind sie durch Furchtlosigkeit, Vitalität und Ausdauer gekennzeichnet und können andere inspirieren. Sie finden oft bereits in jungen Jahren ihre Position und verbleiben dort durchschnittlich länger als bei anderen Unternehmen. Kontinuität ist bei der Führung ein wichtiger Aspekt.
Generell haben Hidden Champions, wie überhaupt Mittelständler, Schwierigkeiten bei der Personalsuche. Hidden Champions benötigen Personen, die ein Leben in oft ländlich geprägten Gegenden akzeptieren, bei denen der Inhalt der Arbeit und weniger die Karriere im Mittelpunkt des Denkens steht und deswegen von wenig formell ausgewiesenen Karrieremöglichkeiten nicht nachteilig beeindruckt sind. Die geringe Bekanntheit wird somit zum Handicap überregionaler Personalsuche. Gewerbliche Mitarbeiter rekrutieren sie aus der Umgebung und bilden in großem Umfang selbst aus. Schwieriger ist es, Hochschulabsolventen anzuziehen, die oft von den großen Namen und den vermeintlich sicheren Arbeitsplätzen großer Konzerne beeindruckt sind.

## Bedeutung und Schlussfolgerungen
Hidden Champions bilden eine Elite unter den Unternehmen. Lehrreiches können sich vor allem kleine und mittlere Unternehmen (KMU) abholen, da viele Märkte lokal oder regional sind, auf denen man anstreben kann, die Nummer eins zu werden. Aber auch Großunternehmen können für die Steuerung ihrer Geschäftseinheiten manches von den Hidden Champions lernen. Simon widerspricht vehement der These, dass man gute Unternehmensführung nur von großen Unternehmen lernen kann. Für Investoren gilt, dass solche Unternehmen zielstrebig, klar fokussiert und die Kontinuität wahrend sind.
Hidden Champions sind immer häufiger auch eine ernstzunehmende Alternative als Arbeitgeber zu Großkonzernen. Sowohl Hochschulabsolventen als auch Facharbeiter bevorzugen häufig Hidden Champions im Vergleich zu Großkonzernen. Die Gründe sind nicht selten flachere Hierarchien, dezentrale Organisationsstrukturen und gute Aufstiegschancen. Durch immer stärkere Präsenz auf Karrieremessen und Recruiting-Veranstaltungen sind die „heimlichen Gewinner“ zumindest bezüglich der Rekrutierung von Personal bereits eine ernstzunehmende Konkurrenz für Großkonzerne. Die Hochschulgruppe Mannheim des bdvb e. V. richtete 2011 einen „Hidden Champions Day“ an der Universität Mannheim aus, bei welchem es ausschließlich um Möglichkeiten und Vorteile eines beruflichen Werdegangs bei Hidden Champions geht.

## Situation in Deutschland
Die genaue Anzahl an Hidden Champions in Deutschland ist unbekannt, die verschiedenen Erhebungen (u. a. Simon (2007) mit 1174 Firmen, Rammer & Spielkamp (2015) mit 1583 Firmen und Schenkenhofer (2020) mit 1372 Firmen) lassen jedoch den Schluss zu, dass es konstant über 1000 Firmen sind. Gemäß dem Zentrum für Europäische Wirtschaftsforschung (ZEW) (bzw. dessen Autoren Rammer und Spielkamp) lassen sich die Hidden-Champions mehrheitlich industriellen Branchen zuordnen (u. a. Maschinenbau, Elektronik, Medizintechnik und Metallindustrie). Jedoch ist der Anteil von Hidden-Champions gemessen an allen Unternehmen einer Branche in den Sektoren Pharma, FuE-Dienstleistungen, Papier sowie Chemie am höchsten. Der höchste Anteil von Hidden-Champions am Unternehmensbestand findet sich bei mittelgroßen Unternehmen in der Gruppe der Unternehmen mit 500 bis 999 Beschäftigten (7,6 %).
Geografisch zeigt sich insofern ein differenziertes Bild, als dass die Weltmarktführer nicht in einigen wenigen Zentren oder einzelnen Großstädten zu finden sind, sondern eher in ländlicheren Regionen und in kleinen bis mittleren Städten. So gibt es in Nordrhein-Westfalen, dem am stärksten urbanisierten Bundesland Deutschlands, einerseits die meisten Hidden-Champions (293 Stück), andererseits befindet sich über die Hälfte (150 Stück) in südwestfälischen Städten, wovon Siegen mit seinen etwa 102.000 Einwohnern die größte Stadt ist.

## Rezeption
Simon kommt nach einer kurzen eigenen Studie zu folgender Aussage: „Das Thema ‚Weltmarktführerschaft‘ ist im deutschsprachigen Raum … weitaus verbreiteter als im Rest der Welt“. Unternehmen werben mit dem Begriff,
werben auch mit der Erwähnung in Simons Buch
oder damit, für „Hidden Champions“ zu arbeiten
und nutzen den Begriff bei der Personalsuche. Spiegel Online hatte eine Artikelserie zu den Hidden Champions und der Spiegel brachte ein Spiegel Special zu dem Thema heraus.
Die Financial Times Deutschland stellte sechs Schulen unter dem Begriff „Hidden Champions“ in einer Serie vor.
Der Begriff und die These wurden in Internetblogs benutzt.
Ex-Bundeskanzler Schröder würdigte sie und
Hochschulen heben hervor, dass sie für und mit Hidden Champions ausbilden.
Es gab und gibt immer wieder Presseartikel zu der Idee. Da der Begriff sehr dehnbar eingesetzt wird, entsprechen nicht alle Firmen, die damit werben, der ursprünglichen Definition. „Hidden Champions“ war am 26. Januar 2004 Cover-Story der europäischen Ausgabe von Businessweek. Der vom Nachrichtensender n-tv ins Leben gerufene Mittelstandspreis Hidden Champion prämiert im Rahmen eines Wettbewerbs seit dem Jahr 2011 Unternehmen, die einer breiten Öffentlichkeit wenig bekannt, wirtschaftlich aber sehr erfolgreich sind. Der Gewinner trägt den Titel „Hidden Champion“ in Verbindung mit der jeweiligen Jahreszahl.